# Canettemont
Canettemont est une commune française située dans le département du Pas-de-Calais en région Hauts-de-France. Ses habitants sont appelés les Canettemontois.
La commune fait partie de la communauté de communes des Campagnes de l'Artois qui regroupe 96 communes et compte 33 141 habitants en 2021.

## Géographie

### Localisation
Localisée dans le sud-est du département du Pas-de-Calais, Canettemont est une commune située, à vol d'oiseau, à 11 km au sud de la commune de Saint-Pol-sur-Ternoise, à 11 km à l'est de la commune d'Avesnes-le-Comte et à 29 km à l'est de la commune d'Arras (chef-lieu d'arrondissement et préfecture du Pas-de-Calais).
Le territoire de la commune est limitrophe de ceux de trois communes.
Les communes limitrophes sont  Houvin-Houvigneul, Rebreuve-sur-Canche et Rebreuviette.

### Géologie et relief
La superficie de la commune est de 1,79 km2 ; son altitude varie de 110  à   149 m.

### Hydrographie
La commune est située dans le bassin Artois-Picardie. Elle n'est drainée par aucun cours d'eau,.

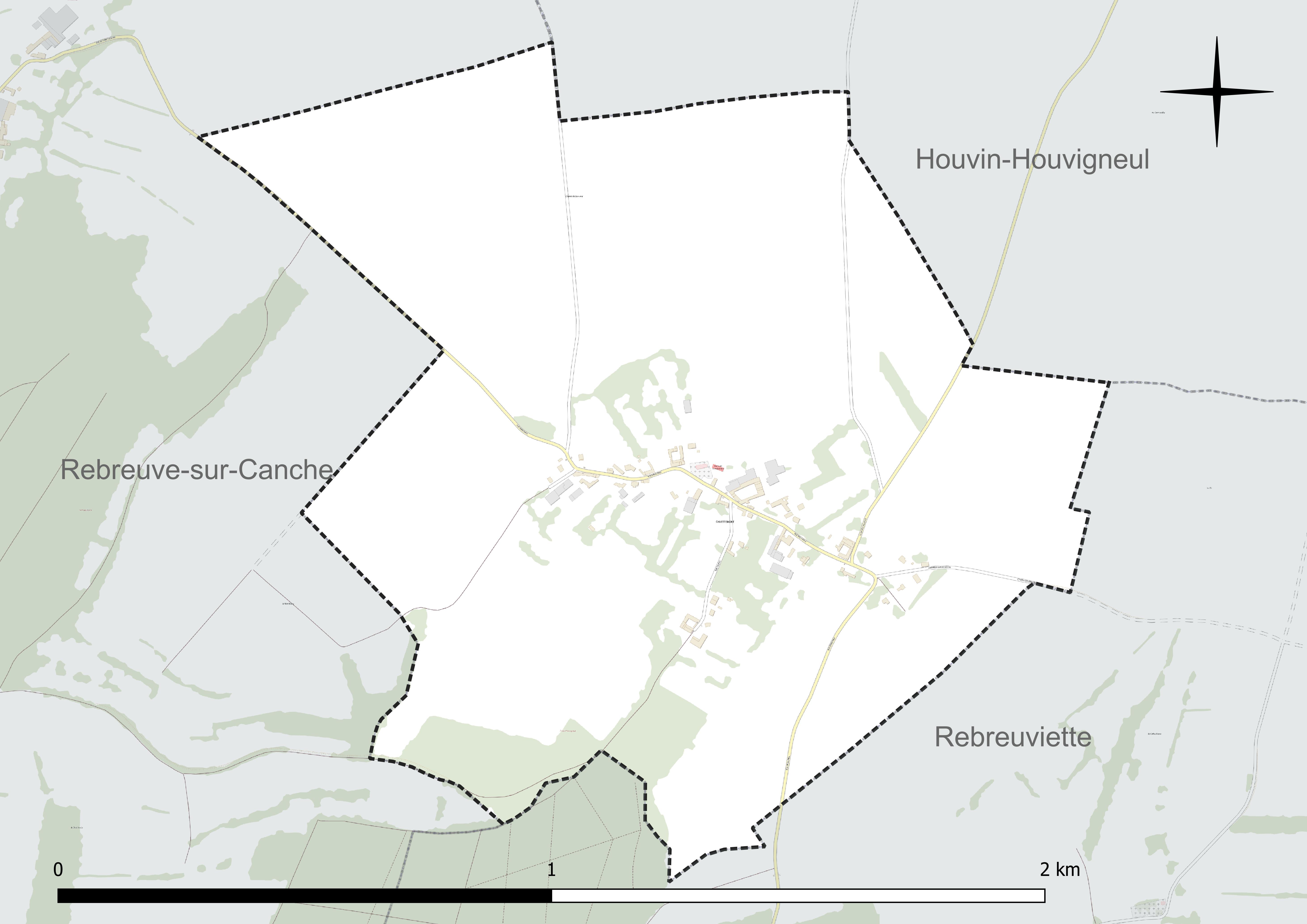
Réseau hydrographique de Canettemont.

### Climat
Pour des articles plus généraux, voir Climat des Hauts-de-France et Climat du Pas-de-Calais.
En 2010, le climat de la commune est de type climat des marges montargnardes, selon une étude du CNRS s'appuyant sur une série de données couvrant la période 1971-2000. En 2020, Météo-France publie une typologie des climats de la France métropolitaine dans laquelle la commune est exposée à un climat océanique et est dans la région climatique Côtes de la Manche orientale, caractérisée par un faible ensoleillement (1 550 h/an) ; forte humidité de l'air (plus de 20 h/jour avec humidité relative > 80 % en hiver), vents forts fréquents.
Pour la période 1971-2000, la température annuelle moyenne est de 10 °C, avec une amplitude thermique annuelle de 14,1 °C. Le cumul annuel moyen de précipitations est de 885 mm, avec 12,6 jours de précipitations en janvier et 9,5 jours en juillet. Pour la période 1991-2020, la température moyenne annuelle observée sur la station météorologique la plus proche, située sur la commune de Saulty à 14 km à vol d'oiseau, est de 10,4 °C et le cumul annuel moyen de précipitations est de 899,7 mm,. Pour l'avenir, les paramètres climatiques de la commune estimés pour 2050 selon différents scénarios d'émission de gaz à effet de serre sont consultables sur un site dédié publié par Météo-France en novembre 2022.

### Paysages
Pour un article plus général, voir Paysage en France.
La commune s'inscrit dans les « paysages du Ternois » tels qu'ils sont définis dans l'atlas de paysages de la région Nord-Pas-de-Calais, conçu par la direction régionale de l'Environnement, de l'Aménagement et du Logement (DREAL),.
Ces paysages, qui concernent 138 communes avec trois pôles d'attraction que sont Hesdin à l'ouest, Saint-Pol-sur-Ternoise à l'est et, dans une moindre mesure, Frévent en lisière sud, sont délimités par deux cours d'eau : la Canche au Sud et la Ternoise au Nord. Ces paysages sont composés de plateaux, de vallées et de bocages. Les plateaux du Ternois montrent une structure tabulaire assez plane et une altitude assez régulière avec des points culminants entre 150 et 160 m.
Le territoire d'une vingtaine de kilomètres du Nord au Sud et d'Est en Ouest, est traversé par la D 939 reliant Saint-Pol-sur-Ternoise à Hesdin, par la D 912 entre Saint-Pol-sur-Ternoise et Frévent et par la ligne ferroviaire de Saint-Pol-sur-Ternoise à Étaples dans la vallée de la Canche. La position excentrée, en l'absence de grands axes autoroutiers ou ferrés structurants, a permis au Ternois de conserver un caractère rural et une certaine qualité de paysage.
Au niveau de l'occupation des sols, les surfaces cultivées sont omniprésentes sur les plateaux, avec majoritairement la culture de la betterave et de la pomme de terre, et représentent près de 72 % de la surface totale de ces paysages du Ternois, les espaces artificialisés, cantonnés dans les fonds de vallée, représentent 13 % et les surfaces boisées, présentes dans les deux principales vallées de la Ternoise et de la Canche, ne représentent que 6 %.

### Milieux naturels et biodiversité

#### Zones naturelles d'intérêt écologique, faunistique et floristique
L'inventaire des zones naturelles d'intérêt écologique, faunistique et floristique (ZNIEFF) a pour objectif de réaliser une couverture des zones les plus intéressantes sur le plan écologique, essentiellement dans la perspective d'améliorer la connaissance du patrimoine naturel national et de fournir aux différents décideurs un outil d'aide à la prise en compte de l'environnement dans l'aménagement du territoire.
Le territoire communal comprend une ZNIEFF de type 1 : la vallée du Vivier à Bouret-sur-Canche, le bois de Gargantua et le bois de Mortagne à Rebreuve-sur-Canche, d'une superficie de 137 ha et d'une altitude variant de 77  à   156 m. Situé sur le versant nord de la Canche, ce site est composé d'ouest en est, d'un coteau boisé, où l'on peut voir une zone de craie blanche Sénonienne à silex, d'une parcelle en friche, d'un boisement prolongé à l'est par un petit coteau et d'un boisement et d'un coteau.
et une ZNIEFF de type 2 : la haute vallée de la Canche et ses versants en amont de Sainte-Austreberthe qui se situe dans le pays du Ternois. Cette ZNIEFF offre un relief de coteau abrupt au Nord et des pentes douces au Sud. Le fond de vallée est constitué de pâturages et de zones de cultures. Les versants les plus pentus et inaccessibles accueillent des boisements.

Carte des ZNIEFF de type 1 et 2 sur la commune
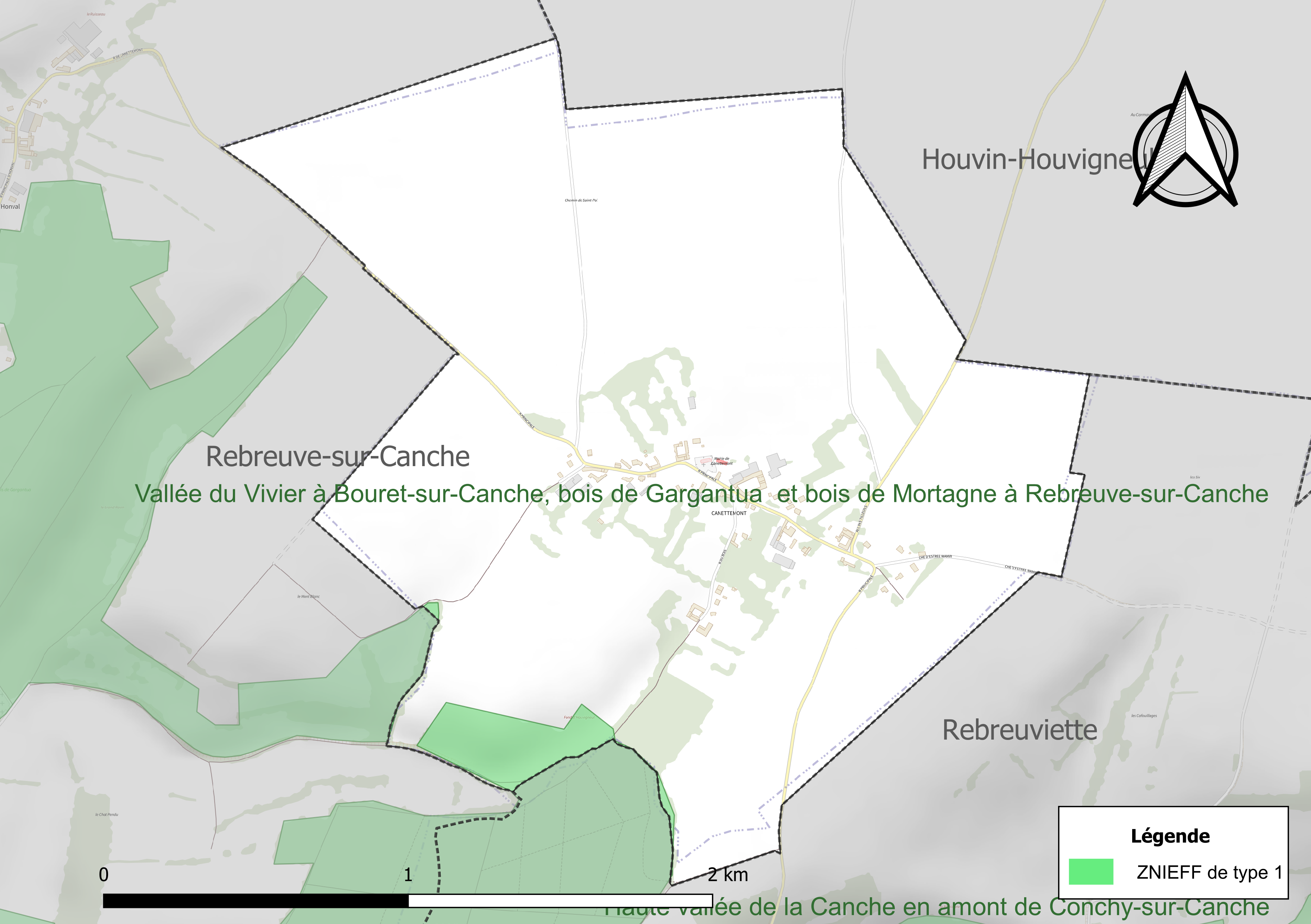
Carte de la ZNIEFF de type 1 sur la commune.
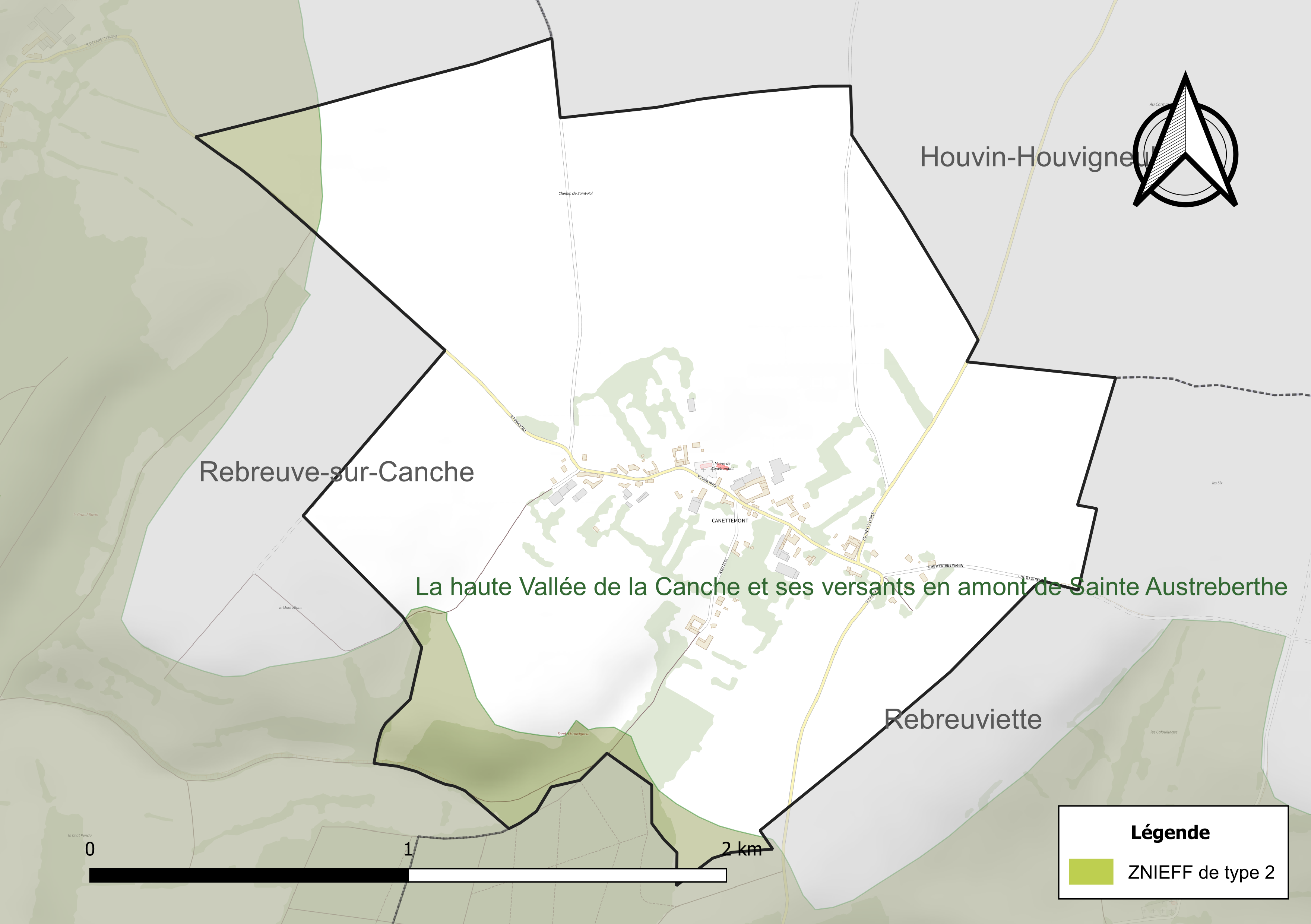
Carte de la ZNIEFF de type 2 sur la commune.

## Urbanisme

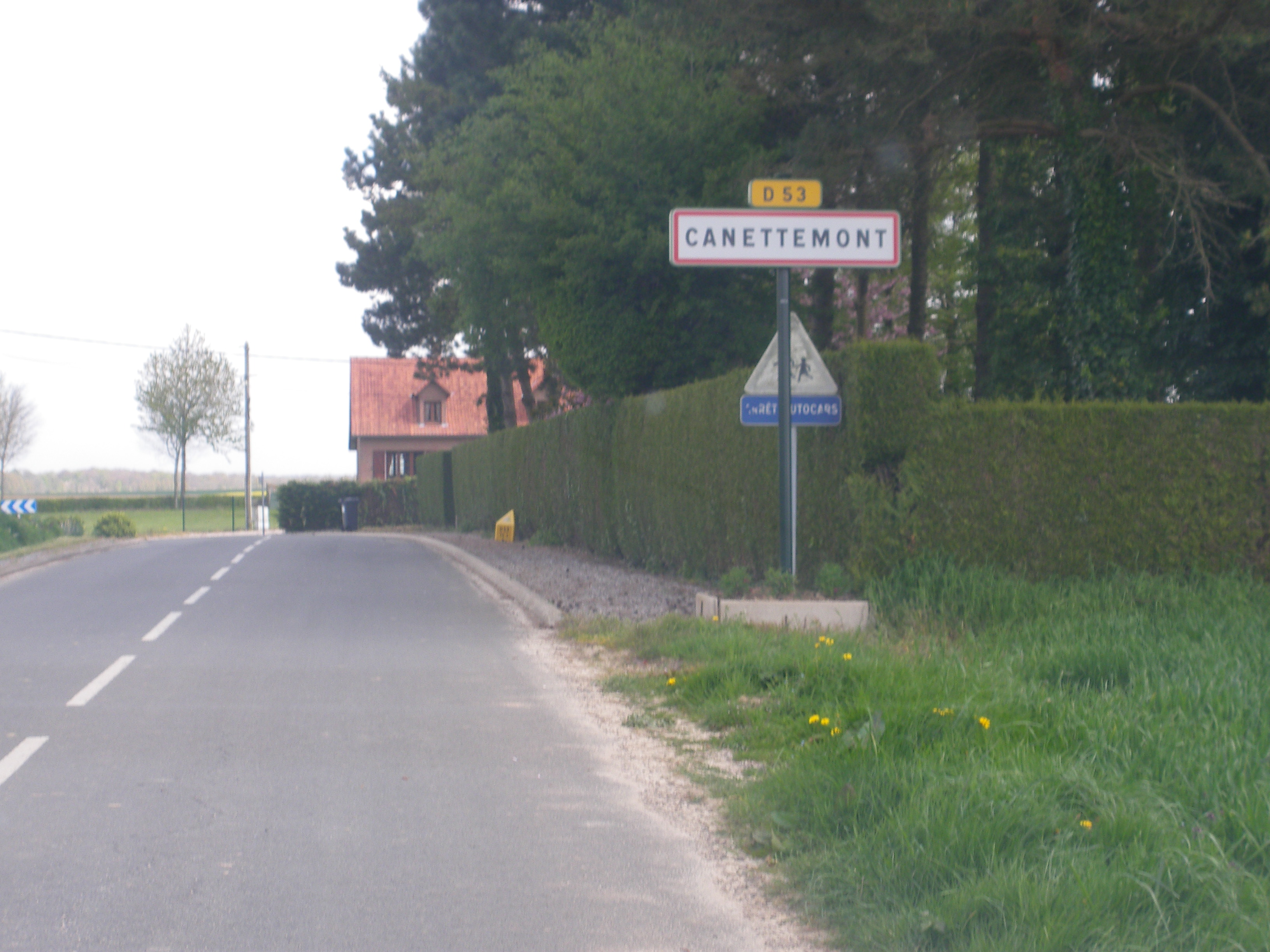
Une entrée de la commune.

### Typologie
Au 1er janvier 2024, Canettemont est catégorisée commune rurale à habitat dispersé, selon la nouvelle grille communale de densité à sept niveaux définie par l'Insee en 2022.
Elle est située hors unité urbaine. Par ailleurs la commune fait partie de l'aire d'attraction de Saint-Pol-sur-Ternoise, dont elle est une commune de la couronne,. Cette aire, qui regroupe 72 communes, est catégorisée dans les aires de moins de 50 000 habitants,.

### Occupation des sols
L'occupation des sols de la commune, telle qu'elle ressort de la base de données européenne d'occupation biophysique des sols Corine Land Cover (CLC), est marquée par l'importance des territoires agricoles (99,5 % en 2018), une proportion identique à celle de 1990 (99,5 %). La répartition détaillée en 2018 est la suivante : 
terres arables (72,8 %), zones agricoles hétérogènes (19,4 %), prairies (7,3 %), forêts (0,5 %). L'évolution de l'occupation des sols de la commune et de ses infrastructures peut être observée sur les différentes représentations cartographiques du territoire : la carte de Cassini (XVIIIe siècle), la carte d'état-major (1820-1866) et les cartes ou photos aériennes de l'IGN pour la période actuelle (1950 à aujourd'hui).

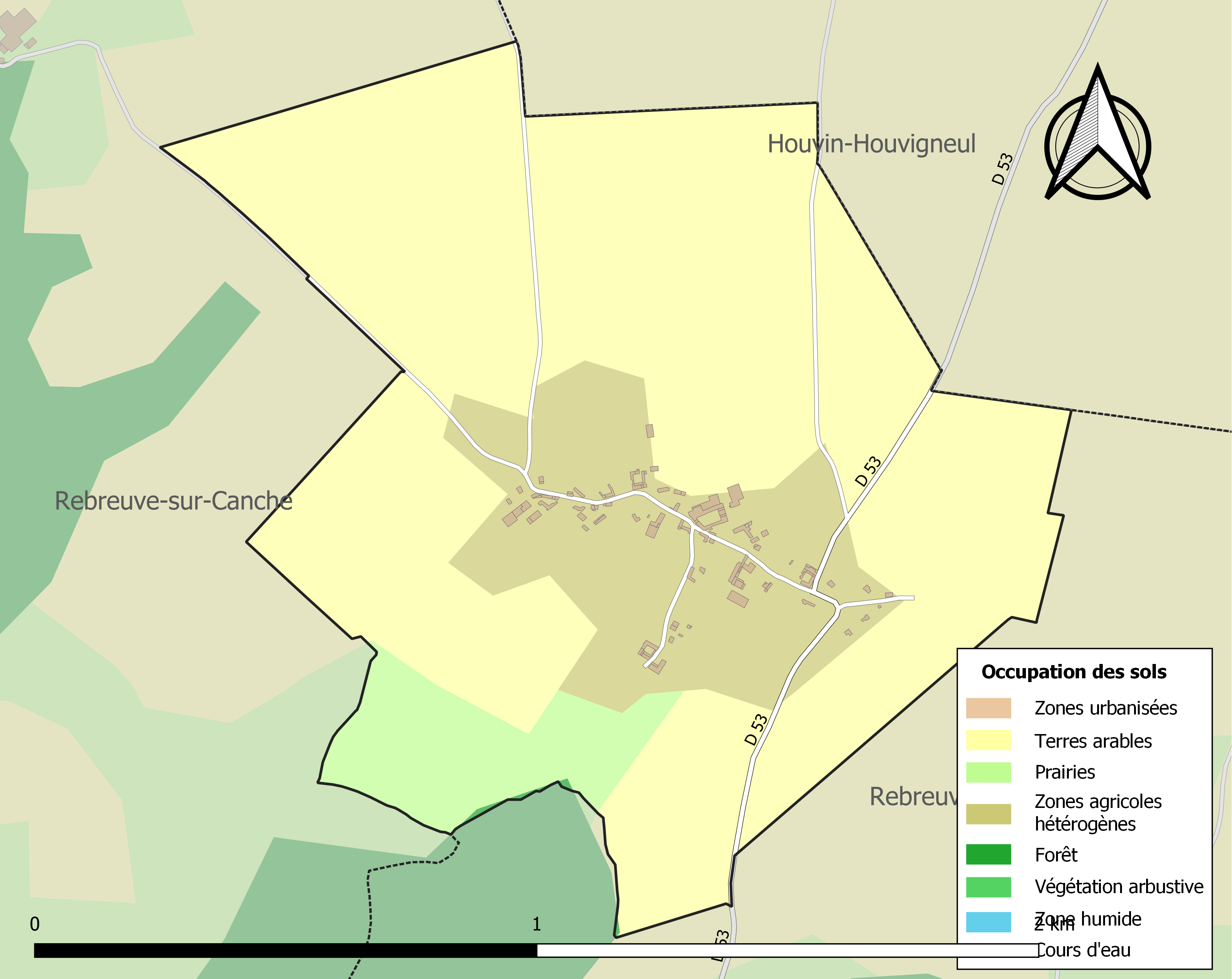
Carte des infrastructures et de l'occupation des sols de la commune en 2018 (CLC).

### Lieux-dits, hameaux et écarts
Sur le territoire communal, se trouve le lieu-dit Braly.

### Voies de communication et transports

#### Voies de communication
La commune est desservie par la route départementale D 53.

## Toponymie
Le nom de la localité est attesté sous les formes Canetemont au XIIe siècle (abb. de Cercamp), Kanetemont au XIIIe siècle (fiefs du chât. d'Avesnes, f° 20 v°), Kanettemont en 1418 (sc. d'Art., n° 1582), Canettemont en 1419 (abb. de Saint-Vaast), Canettemont depuis 1793 et 1801.

## Histoire
Philippe-Marie-Dominique le Caron, écuyer, est seigneur de Canettemont et Sains-les-Hauteclocque (hameau sur Hauteclocque) vers 1750. Il a pour femme Jeanne-Françoise Leduc.
François-Dominique-Joseph le Caron (1740-1800), écuyer, succède à son père Philippe-Marie-Dominique dans ces seigneuries. Il nait à Arras le 27 août 1740, devient mousquetaire gris, et meurt à Arras le 16 juillet 1800 (27 messidor an VIII). il prend pour femme le 9 avril 1771 Marie-Charlotte de Lencquesaing, fille de Dominique-Jean-Jacques, écuyer, seigneur de Laprée (sur Quiestède), grand bailli d'épée de Saint-Omer, et de Marie-Eugénie du Puich. L'épouse née et baptisée à Aire-sur-la-Lys le 3 août 1739 meurt à Arras le 12 février 1805, à 65 ans.
Canettemont a fait paroisse commune avec Sibiville jusqu'en 1792, elle dépendra par la suite de Rebreuve-sur-Canche. Sa collection de registres aux BMS débute en 1680 mais il y a de nombreuses lacunes. C'est un petit village de moins de 100 habitants, il possède une petite et jolie église qui malheureusement à beaucoup souffert de l'outrage du temps. C'est M. Boucly qui en est aujourd'hui le premier magistrat.
Il y eut dans ce village des personnages hors du commun avec de forts caractères comme l'étaient les Debret qui dirigèrent pendant plusieurs siècles les destinés villageoises. Citons le « capitaine Debret » militaire en retraite, chevalier de la Légion d'honneur, qui devint par la suite maire de la commune.
Pendant la Première Guerre mondiale, en juillet 1915, des troupes françaises séjournent à Canettemont.

## Politique et administration

### Découpage territorial
La commune se trouve dans l'arrondissement de Saint-Pol du département du Pas-de-Calais de 1801 à 1925, puis, depuis 1926 dans l'arrondissement d'Arras.

#### Commune et intercommunalités
La commune est membre de la communauté de communes des Campagnes de l'Artois.

#### Circonscriptions administratives
La commune est rattachée au canton d'Avesnes-le-Comte depuis 1801.

#### Circonscriptions électorales
Pour l'élection des députés, la commune fait partie de la première circonscription du Pas-de-Calais.

### Élections municipales et communautaires

#### Liste des maires
| Période                                  | Période                        | Identité         | Étiquette | Qualité                                                         |
| ---------------------------------------- | ------------------------------ | ---------------- | --------- | --------------------------------------------------------------- |
| Les données manquantes sont à compléter. |                                |                  |           |                                                                 |
| mars 2001                                | 2008                           | Gérard Boucly    |           |                                                                 |
| mars 2008                                | En cours (au 30 novembre 2014) | Christian Boucly |           | Réélu pour le mandat 2014-2020, Réélu pour le mandat 2020-2026, |

## Équipements et services publics

### Justice, sécurité, secours et défense
La commune dépend du tribunal judiciaire d'Arras, du conseil de prud'hommes d'Arras, de la cour d'appel de Douai, du tribunal de commerce d'Arras, du tribunal administratif de Lille, de la cour administrative d'appel de Douai et du tribunal pour enfants d'Arras.

## Population et société

### Démographie
Les habitants de la commune sont appelés les Canettemontois.

#### Évolution démographique
L'évolution du nombre d'habitants est connue à travers les recensements de la population effectués dans la commune depuis 1793. Pour les communes de moins de 10 000 habitants, une enquête de recensement portant sur toute la population est réalisée tous les cinq ans, les populations de référence des années intermédiaires étant quant à elles estimées par interpolation ou extrapolation. Pour la commune, le premier recensement exhaustif entrant dans le cadre du nouveau dispositif a été réalisé en 2007.

En 2022, la commune comptait 68 habitants, en évolution de −2,86 % par rapport à 2016 (Pas-de-Calais : −0,72 %, France hors Mayotte : +2,11 %).
| 1793 | 1800 | 1806 | 1821 | 1831 | 1836 | 1841 | 1846 | 1851 |
| ---- | ---- | ---- | ---- | ---- | ---- | ---- | ---- | ---- |
| 120  | 116  | 83   | 109  | 109  | 108  | 106  | 101  | 100  |

| 1856 | 1861 | 1866 | 1872 | 1876 | 1881 | 1886 | 1891 | 1896 |
| ---- | ---- | ---- | ---- | ---- | ---- | ---- | ---- | ---- |
| 100  | 97   | 113  | 97   | 109  | 105  | 101  | 97   | 89   |

| 1901 | 1906 | 1911 | 1921 | 1926 | 1931 | 1936 | 1946 | 1954 |
| ---- | ---- | ---- | ---- | ---- | ---- | ---- | ---- | ---- |
| 98   | 100  | 85   | 68   | 74   | 72   | 77   | 91   | 96   |

| 1962 | 1968 | 1975 | 1982 | 1990 | 1999 | 2006 | 2007 | 2012 |
| ---- | ---- | ---- | ---- | ---- | ---- | ---- | ---- | ---- |
| 78   | 65   | 60   | 57   | 67   | 61   | 60   | 60   | 68   |

| 2017 | 2022 | - | - | - | - | - | - | - |
| ---- | ---- | - | - | - | - | - | - | - |
| 70   | 68   | - | - | - | - | - | - | - |

#### Pyramide des âges
La population de la commune est relativement jeune.
En 2018, le taux de personnes d'un âge inférieur à 30 ans s'élève à 37,2 %, soit au-dessus de la moyenne départementale (36,7 %). De même, le taux de personnes d'âge supérieur à 60 ans est de 28,6 % la même année, alors qu'il est de 24,9 % au niveau départemental.
En 2018, la commune comptait 30 hommes pour 40 femmes, soit un taux de 57,14 % de femmes, largement supérieur au taux départemental (51,5 %).
Les pyramides des âges de la commune et du département s'établissent comme suit.
| Hommes | Classe d’âge | Femmes |
| ------ | ------------ | ------ |
| 0,0    | 90 ou +      | 0,0    |
| 10,0   | 75-89 ans    | 10,0   |
| 23,3   | 60-74 ans    | 15,0   |
| 13,3   | 45-59 ans    | 12,5   |
| 26,7   | 30-44 ans    | 17,5   |
| 13,3   | 15-29 ans    | 15,0   |
| 13,3   | 0-14 ans     | 30,0   |

| Hommes | Classe d’âge | Femmes |
| ------ | ------------ | ------ |
| 0,5    | 90 ou +      | 1,6    |
| 5,6    | 75-89 ans    | 8,9    |
| 16,7   | 60-74 ans    | 18,1   |
| 20,2   | 45-59 ans    | 19,2   |
| 18,9   | 30-44 ans    | 18,1   |
| 18,2   | 15-29 ans    | 16,2   |
| 19,9   | 0-14 ans     | 17,9   |

## Culture locale et patrimoine

### Lieux et monuments
- L'église Notre-Dame.
- Le monument aux morts[37].
- L'arbre de la paix.

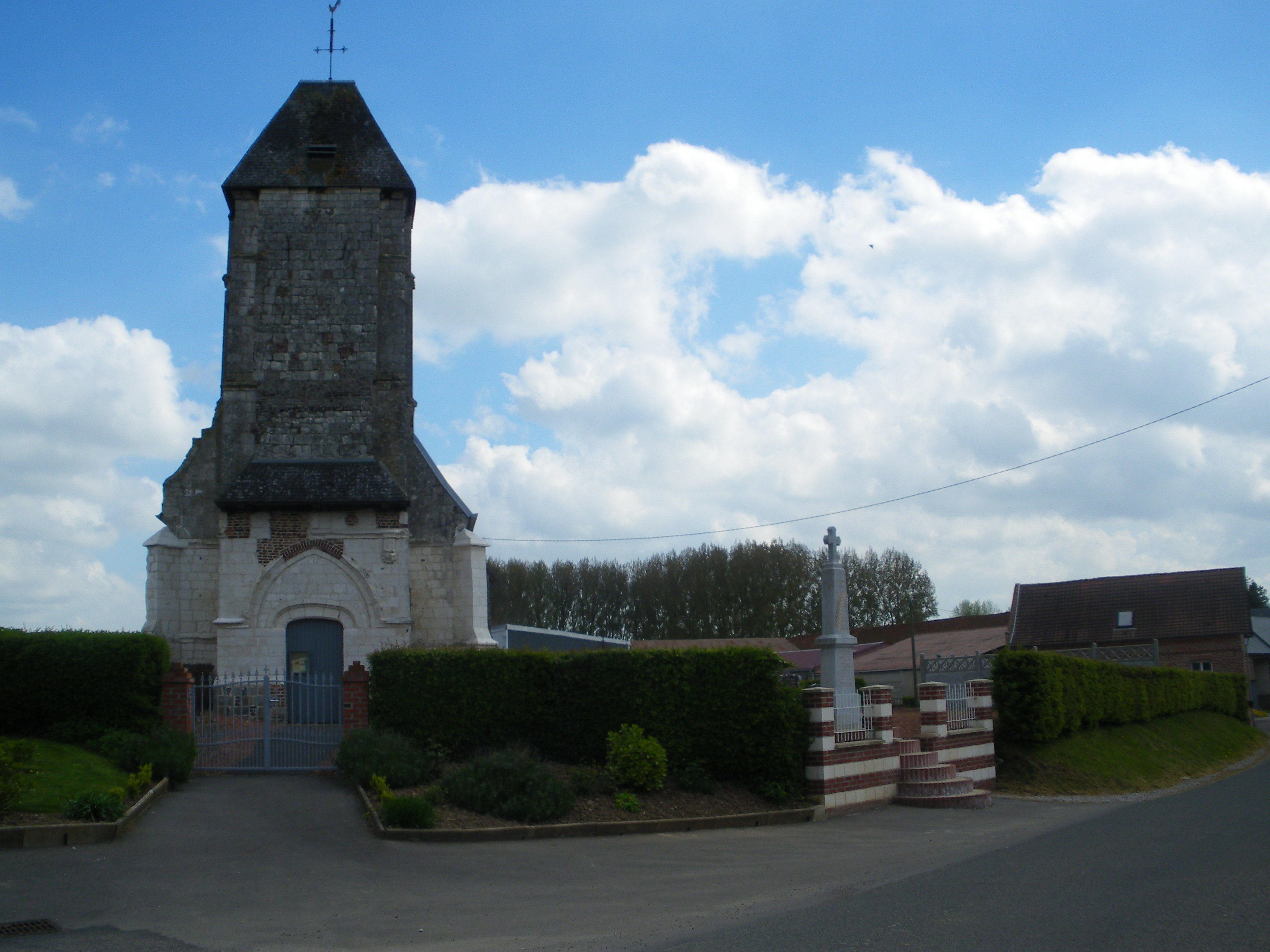
L'église et le monument aux morts.
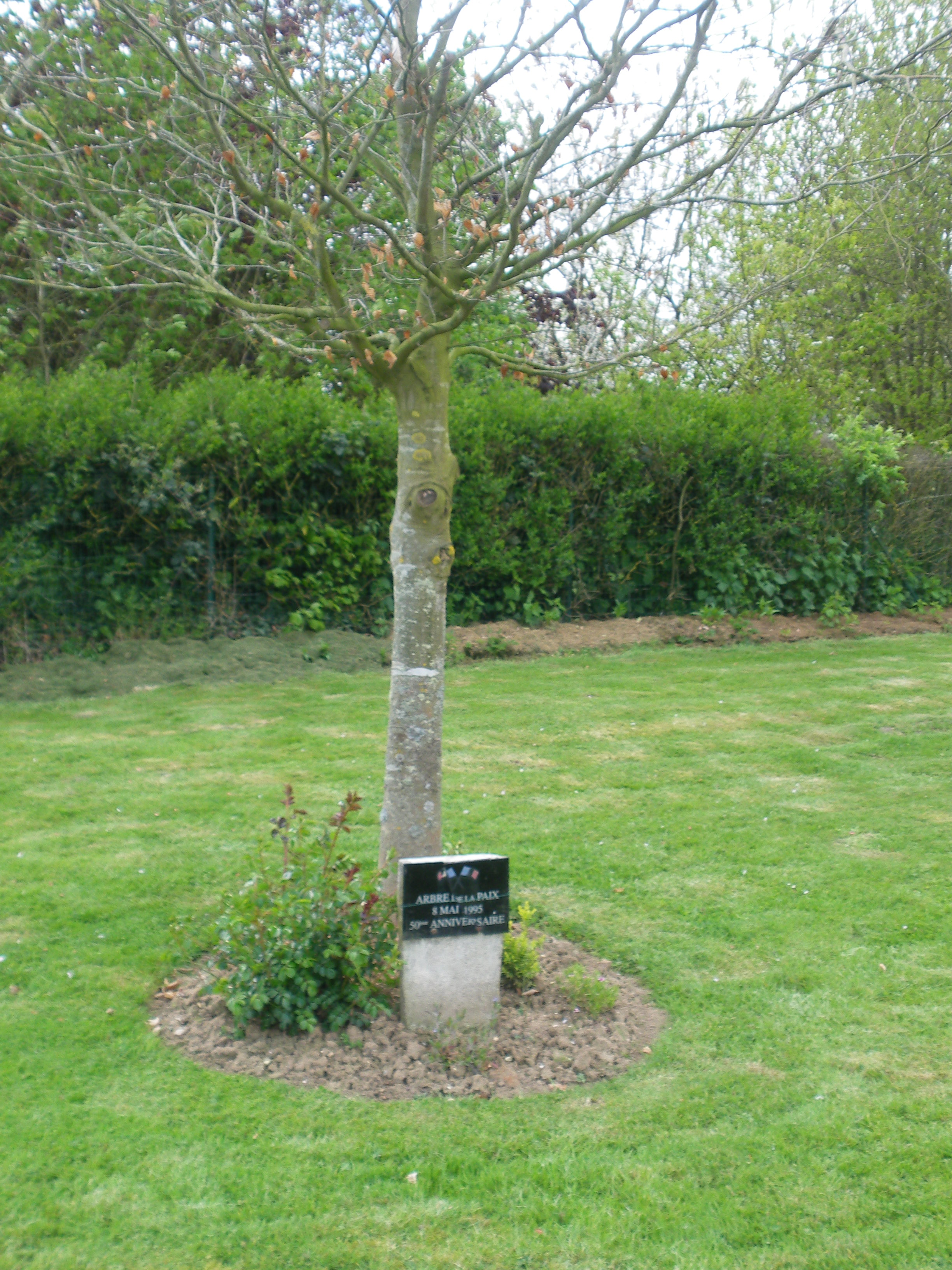
L'arbre de la paix.

### Héraldique
| Blason de Canettemont | Blason  | D'azur à la fasce d'or surmontée d'une étoile et soutenue d'un bouquet de trois roseaux, le tout du même. |
| Blason de Canettemont | Détails | Le statut officiel du blason reste à déterminer.                                                          |

## Pour approfondir